# Roberto Tesouro
Roberto Tesouro (8 maggio 1929 – 13 luglio 2010) è stato un calciatore argentino, di ruolo centrocampista.

## Caratteristiche tecniche
Giocava come mediano destro e sinistro.

## Carriera

### Club
Tesouro debuttò in Primera División argentina nella stagione 1951 con la maglia del River Plate. Al suo secondo campionato in massima serie vinse il titolo, giocando da titolare la gara decisiva con il Newell's Old Boys. Nel 1953 fu nuovamente uno dei titolari, nel ruolo di mediano destro, lo stesso dell'anno precedente. Fu poi meno impiegato dopo il campionato 1954; dal 1955 in poi il ruolo di mediano destro fu ricoperto da Oscar Mantegari. Dopo aver vinto altri due campionati (1955 e 1956) con il club di Núñez, Tesouro si ritirò.

## Palmarès

### Club

#### Competizioni nazionali
- Campionato argentino: 4

River Plate: 1952, 1953, 1955, 1956